# Kathleen Meyer
Kathleen Meyer (* 7. Dezember 1942 in Manhattan) ist eine amerikanische Schriftstellerin. Ihr bekanntestes Werk ist Wie man im Wald sch... aus dem Jahr 1989.

## Leben
Kathleen Meyer wurde in Manhattan als Kind eines Wissenschaftlers und einer Bibliothekarin geboren. Sie wuchs an der Ost- und Westküste auf. Nach Aufenthalten in Kalifornien wohnt sie heute in Victor, Montana.

## Wie man im Wald sch...
Meyer geht es in ihrem Buch um ein umweltfreundliches Defäkieren bei Outdoor-Aktivitäten. Da diese immer beliebter wurden, war es ihr wichtig auf dieses Problem hinzuweisen. Meyer macht vor allem auf die Gefahren von Bakterien aufmerksam, die ausgeschieden werden und Gewässer und Böden verunreinigen können. Außerdem geht Meyer auf die körperlichen Schwierigkeiten beim Defäkieren im Freien ein, da es die Menschen in den Industrieländer weitgehend verlernt haben. Im Jahr 1989 erhielt das Buch den Diagram-Preis.

„Kathleen Meyer hat zum Umweltbewusstsein beigetragen, indem sie einem Wort die Seriosität zurückgegeben hat, die es seit den Tagen Chaucers nicht mehr gehabt hat.“

## Barefoot Hearted
Meyers zweites Buch handelt von einer 75 Jahre alten Scheune, die sie und ihr Freund Patrick erwerben. Für ihren Freund ist die Scheune ein idealer Ort für seine Arbeit als Hufschmied. Meyer möchte in der Abgeschiedenheit schreiben. Zuerst müssen sie die Fliegen, Mäuse, Fledermäuse und Skunks aus der Scheune vertreiben. Entgegen dem Wunsch ihres Freundes verwendet Meyer Pestizide und fühlt sich danach dafür schuldig. Sie lernt, dass es moralisch in Ordnung ist, Mäuse mit Fallen zu töten. Schließlich boykottiert sie auch Produkte, die Heidelbeeren enthalten, denn es herrscht eine Knappheit an Heidelbeeren und die Schwarzbären haben nichts anderes zu fressen.